# Norsminde Fjord
Norsminde Fjord är en vik i Danmark.   Den ligger i Region Mittjylland, i den centrala delen av landet. Vid västra sidan ligger Rævså och vid östra sidan Aarhus Bugt.